# The Little Tease
The Little Tease é um filme mudo norte-americano de 1913 em média-metragem, do gênero drama, dirigido por D. W. Griffith e estrelado por Mae Marshi.